# Побег Романа Свистунова
Побег Рома́на Свистуно́ва — авиационное происшествие, случившееся ранним утром в среду 27 мая 1987 года, когда бывший пилот Роман Свистунов сбежал в Швецию на сельскохозяйственном самолёте Ан-2Р.

## Самолёт
Ан-2Р с заводским номером 1G144-12 (серийный — 144-12) был построен польским заводом PZL-Mielec в 1973 году, после чего продан министерству гражданской авиации СССР («Аэрофлот»), которое присвоило ему бортовой номер CCCP-70501. Самолёт направили в Рижский объединённый авиаотряд Латвийского управления гражданской авиации, куда он и поступил ко 2 марта 1973 года. В июле 1974 года борт 70501 вошёл в состав флота новообразованного 2-го Рижского объединённого авиаотряда (342-й лётный отряд), который базировался в аэропорту Спилве.

## Угонщик
Роман С. Свистунов (в иностранных СМИ его именовали Roman Svistonov в соответствии с правилами шведского языка) — 24 года (1963 года рождения), житель Николаева (Украинская ССР), женат и двое детей (дочь и сын), но уже проживал отдельно от семьи. В прошлом служил лейтенантом, но был уволен в запас, после чего пришёл в гражданскую авиацию, где работал пилотом сельскохозяйственных самолётов; за пару лет до угона уволился из «Аэрофлота», чтобы работать в колхозе.
Как позже рассказал Свистунов, будучи уволен в запас, он посчитал, что впал в немилость, поэтому стал бояться советского режима. Также влияние на него могла оказать и мать, которой не нравился советский строй. Поэтому примерно в 1984 году Роману пришла идея бежать за «железный занавес». За пару недель до угона он приехал в Латвию к своему другу, который также работал пилотом. Возможно, в этот период Свистунов, притворяясь механиком, сумел сдружиться и с работниками аэродрома.

## Побег
В ночь с 26 на 27 мая Роман Свистунов вместе со своим другом — сторожем лётного поля колхоза «Друва» (Салдусский район) — распивал спиртные напитки. Когда сторож захмелел, Роман под предлогом, что хочет выполнить техобслуживание самолёта, пробрался на аэродром, где залез в пустующий сельскохозяйственный Ан-2Р борт 70501 и запустил двигатель. Услышав шум, сторож выбежал наружу и, достав ружьё, стал прицеливаться, но угонщик не прекратил своих действий, так как понимал, что сторож не станет стрелять в друга. В 05:10 (по другим данным в 4 утра, что может быть объяснимо разницей в часовых поясах Латвии и Швеции) борт 70501 поднялся в воздух и направился в сторону моря.
Свистунов был не первым, кто догадался бежать из СССР в Швецию на сельскохозяйственном самолёте: ровно 4 годами ранее, 27 мая 1983 года, пилот Ванагс из Риги, являвшийся командиром звена, также угнал Ан-2 и долетел на нём до Готланда. Шведские власти вернули самолёт, но лётчик получил политическое убежище. Чтобы предупредить подобные попытки побега из страны, министерство гражданской авиации приняло решение о неполной заправке самолётов на авиационно-химических работах. Свистунов знал об этом и понимал, что на борту недостаточный запас топлива, но это его не остановило.
Полёт над Балтийским морем длился более двух часов, за которые «кукурузник» преодолел около 220 миль (около 350 км). В районе острова Эстернгарнсхольм из-за истощения топлива двигатель борта 70501 стал работать с перебоями, а затем и вовсе остановился, поэтому пилот принял решение о посадке на воду. Ранее шведские военные засекли на экране радиолокатора небольшой низколетящий самолёт, следующий к Швеции; на его перехват с аэродрома в Роннебю были отправлены два реактивных самолёта из авиакрыла F 17 Kallinge, но когда военная авиация прибыла в нужный район, Ан-2 уже приводнился на поверхность моря примерно в сотне метров от восточного берега шведского острова Готланд в районе поселения Остергарн и вскоре затонул на глубине 13 футов (4,0 м). Угонщик успел выбраться из кабины и оставшуюся дистанцию преодолел вплавь, после чего на берегу забрался в одно из строений, где похитил сухую одежду. Здесь его и задержал Ларс Флемстрём (швед. Lars Flemström) — пилот вертолёта, прибывший сюда после того, как рыбаки сообщили об аварии самолёта близ берега. На вертолёте Романа доставили в офис полиции в Висбю для допроса, где он попросил политического убежища.

## Дальнейшие события

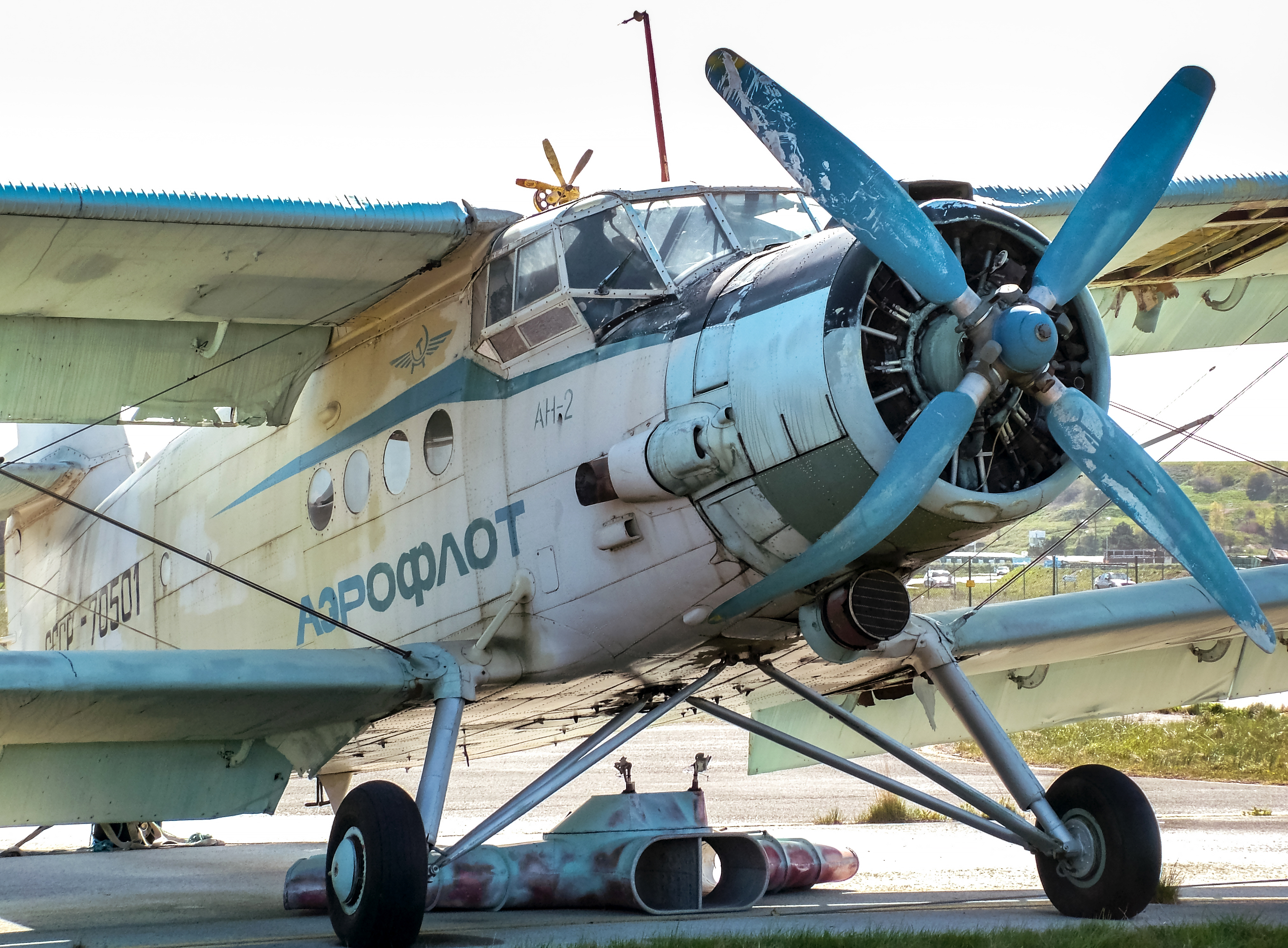
Ан-2Р борт СССР-70501 в 2007 году

В беседе с полицией Роман Свистунов рассказал, что давно планировал бежать из страны, но свои мотивы поначалу объяснять отказался. Также он рассказал, что у него в Советском Союзе остались жена Марина и двое детей: трёхлетняя Кристина и восьмимесячный Денис; при этом родные не были посвящены в планы Романа и на тот момент ничего не знали о побеге. Также полицейские рассказали, что Свистунов пожаловался на боль в груди, но в целом он был в хорошей форме. Когда в СССР стало известно о побеге, 28 мая Роман Свистунов был обвинён в угоне самолёта, от Швеции потребовали вернуть угонщика и самолёт; в тот же день (28 мая) информацию об обвинении угонщику с требованием его экстрадиции в Советский Союз опубликовал ТАСС, однако на момент публикации рабочий день в шведском посольстве уже закончился, поэтому ответа сразу не последовало. Также в Висбю прибыли сотрудник советского посольства и представитель министерства гражданской авиации СССР (являвшегося владельцем самолёта), чтобы увидеться с беглецом, однако последний на такое предложение ответил категорическим отказом.
В это же время советская пропаганда стала очернять образ Свистунова, утверждая, что после ухода из авиации он жил на нетрудовые доходы, а также был связан с «чёрным рынком». Однако когда из Швеции поступил запрос о причине увольнения Романа из авиации, ответа на него не последовало.
Швеция не стала выдавать Романа Свистунова, но шведский суд приговорил его к двум годам лишения свободы условно; 4 сентября он получил вид на жительство. Роман два года проработал в пиццерии-ресторане Söderports, после чего ещё год проработал в другой пиццерии, а в 1990 году он уехал с Готланда, чтобы работать в других странах шеф-поваром. В 1992 году Свистунов вернулся в Швецию, но уже не один, а со своей семьёй из Николаева (жена и двое детей).
Ан-2 через несколько лет был поднят и доставлен на Готланд, после чего группа, в состав которой вошли Нильс-Оке Стенстрём (швед. Nils-Åke Stenström), Тор Карлссон (швед. Tor Karlsson) и Ларс Бострём (швед. Lars Boström), в течение двух лет восстановила его. 28 мая 2016 года, к 29-летию побега, в музее обороны Готланда (Висбю) была открыта выставка, посвящённая советской тематике, где одним из главных экспонатов стал борт 70501. Одним из гостей на церемонии открытия неожиданно для всех стал сам Роман Свистунов, который, выйдя из толпы вперёд, обнял Стенстрёма — одного из тех, кто восстановил угнанный самолёт. Когда же бывшего угонщика спросили, задумывался ли он, когда летел на маленьком самолётике над морем, что это обернётся такой выставкой, Роман ответил: «Я ни о чём не думал. Я просто хотел выжить» (швед. Jag trodde ingenting, jag ville bara överleva).